# Élections générales de 1956 à Gibraltar
Les élections législatives de Gibraltar en 1956 se sont tenues en 1956 pour élire les 7 membres du parlement pour un nouveau mandat de quatre ans.

## Résultats
| Parti | Parti                                                  | Sièges | +/-           |
| ----- | ------------------------------------------------------ | ------ | ------------- |
|       | Association pour la promotion des droits civils (AACR) | 4      | 1             |
|       | Parti du Commonwealth (CWP)                            | 1      | en stagnation |
|       | Indépendant                                            | 2      | 1             |
| Total | Total                                                  | 7      | 2             |